# سبيرون سبيروني

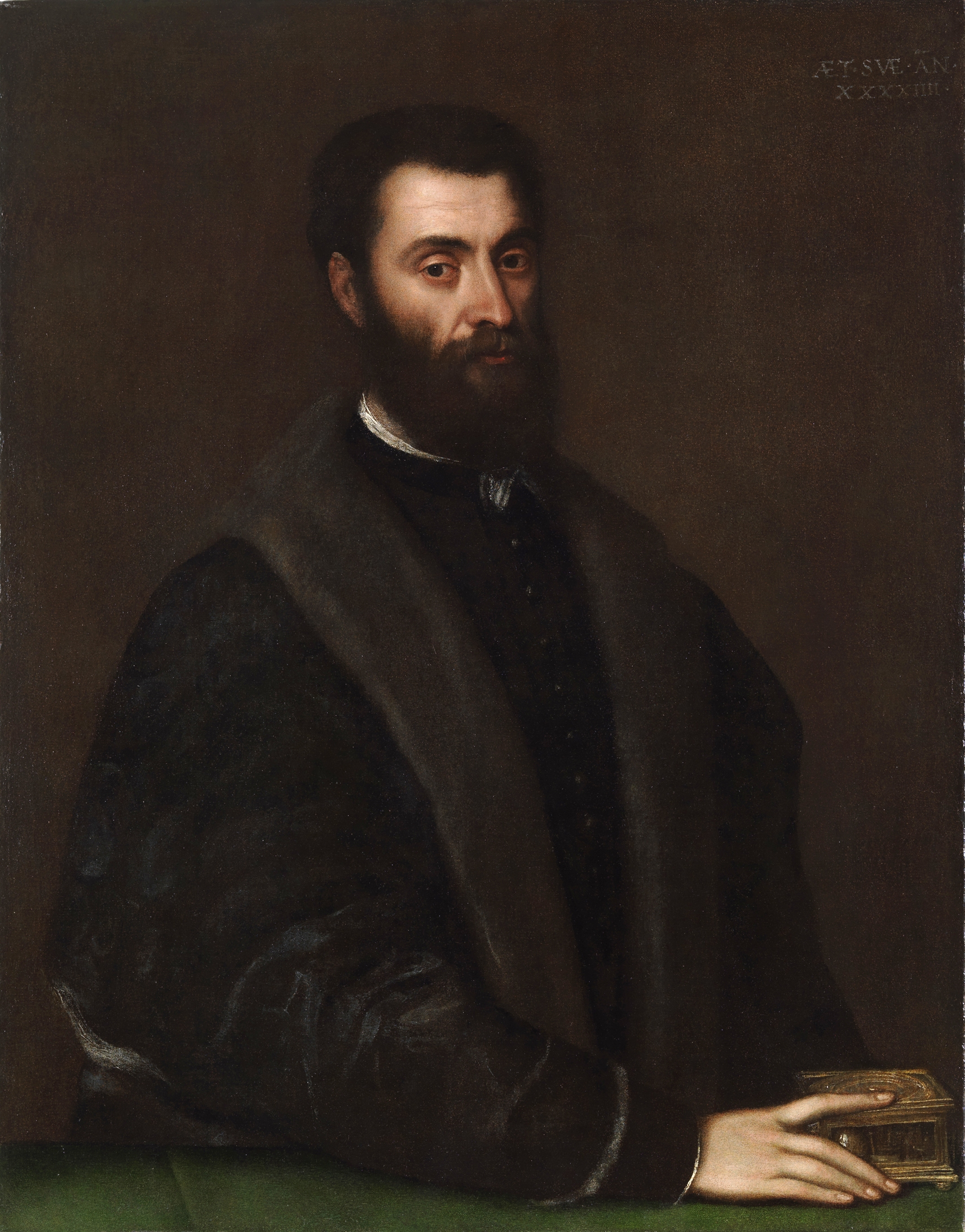
صورة لسبيرون سبيروني بواسطة تيتيان ، ١٥٤٤.

سبيروني سبيروني ديجلي ألفاروتي (1500-1588) عالم إنساني وباحث وكاتب مسرحي إيطالي من عصر النهضة. كان واحدًا من الأعضاء المركزيين في أكاديمية بادوا للأدب أكاديميا ديجلي إنفياماتي، وكتب في الجانبي الأخلاقي والأدبي.

## السيرة الذاتية
وُلد سبيروني في الثاني عشر من أبريل 1500 في بادوفا، وكان الطفل الثاني لبرناردينو سبيروني ديجلي ألفاروتي ولوسيا كونتاريني .  ففي عام 1518 حصل على درجة أرتيبوس من جامعة بادوا وأنضم إلى نقابة الفنانين والأطباء ( ساكرو كوليجيو ). حاضراً في الفلسفة في بادوفا، تحت رئاسة المنطق. قاطع تعليمه للدراسة في بولونيا تحت قيادة بييترو بومبونازي، ولكن ما أن توفيّ بيترو، عاد إلى بادوفا حيث حصل على كرسيًا أستثنائيًا للفلسفة ،وهو المنصب الذي شغله لمدة ثلاث سنوات أخرى.
بدأت مسيرته الأدبية بنشر ("الحوارات") في البندقية (1542). كان مشهورًا ومؤثرًا في جداله مع جيوفان باتيستا جيرالدي حول مبادئ المسرح، بما في ذلك مأساة جيرالدي اوريكي وكذلك مأساة سبيروني كاناس . بين 1560 و 1564 عاش في روما، حيث أصبح صديقًا مقربًا لأنيبال كارو وتردد إجتماعات أكاديميًا ديلي نوتي الفاتيكان إلى أن عاد إلى بادوفا، حيث واصل إنتاجه الأدبي فعندما تم تعيين أوغو بونكومباني للبابا غريغوري الثالث عشر عام 1572، عاد سبيروني إلى روما، وفي عام 1578 عاد إلى بادوفا إلى ما أن توفي في الثاني من يونيو 1588.
عضو ينحدر من نفس العائلة، أرنالدو سبيروني ديجلي ألفاروتي (1727-1801) ما أن يصبح أسقف روفيغو.

## أعماله
تتضمن أعماله:
- (1542) حوار ديلا ريتوريكا عن البلاغة.
- (1542) نبذة عامة عن كبار الشخصيات النسائية، بشأن وضع المرأة.
- حوار الحب (كتب عام 1537 ونُشر عام 1542)، عن طبيعة الحب.
- (1542) الحوار اللغوي، دفاعًا عن اللغات المحلية بدلاً من اللاتينية .
- كاناس (1546) ، مأساة آية ؛ تليها اعتذار (1550).
- (1560) خطاب عن الشاعر دانتي.
- (1560) خطاب على الإنياذة، فيرجيل.
- ديسكورسو سول أورلاندو فوريوسو (1560)، عن قصيدة أريوستو أورلاندو فوريوسو.
- (1560) الحوار التاريخي، في التاريخ.

## المؤثرات
عُرضت مسرحيته (كاناس)، المقتبسة من أسطورة يونانية عن حب سفاح القربى لمرة واحدة فقط ؛ لذلك أنتشرت على نطاق واسع، وأدت (جنبًا إلى جنب مع مسرحية جيرالدي اوريكي) إلى مناقشات أدبية حول المأساة والأخلاق المسرحية حتى القرن المقبل.
أثرت لغة سبيروني (1542) (الحوار اللغوي) بشكل كبير في عصر النهضة الفرنسية على التفكير في اللغة الفرنسية. شكلت أساس كتاب يواكيم دو بيلاي عرض اللغة الفرنسية (1549)  وألهمت جزئيًا الدراسات الأدبية لكلود فوشيه. 
كان سبيروني صديقًا وداعمًا للكاتب المسرحي الناطق باللغة البندقية أنجيلو بيولكو (إل روزانتي) . كانت لغته مصدرًا هامًا لـ جواشان دو بيليه الدفاع عن اللغة الفرنسية وتوضيحها.